# Christoph Bernhard von Galen

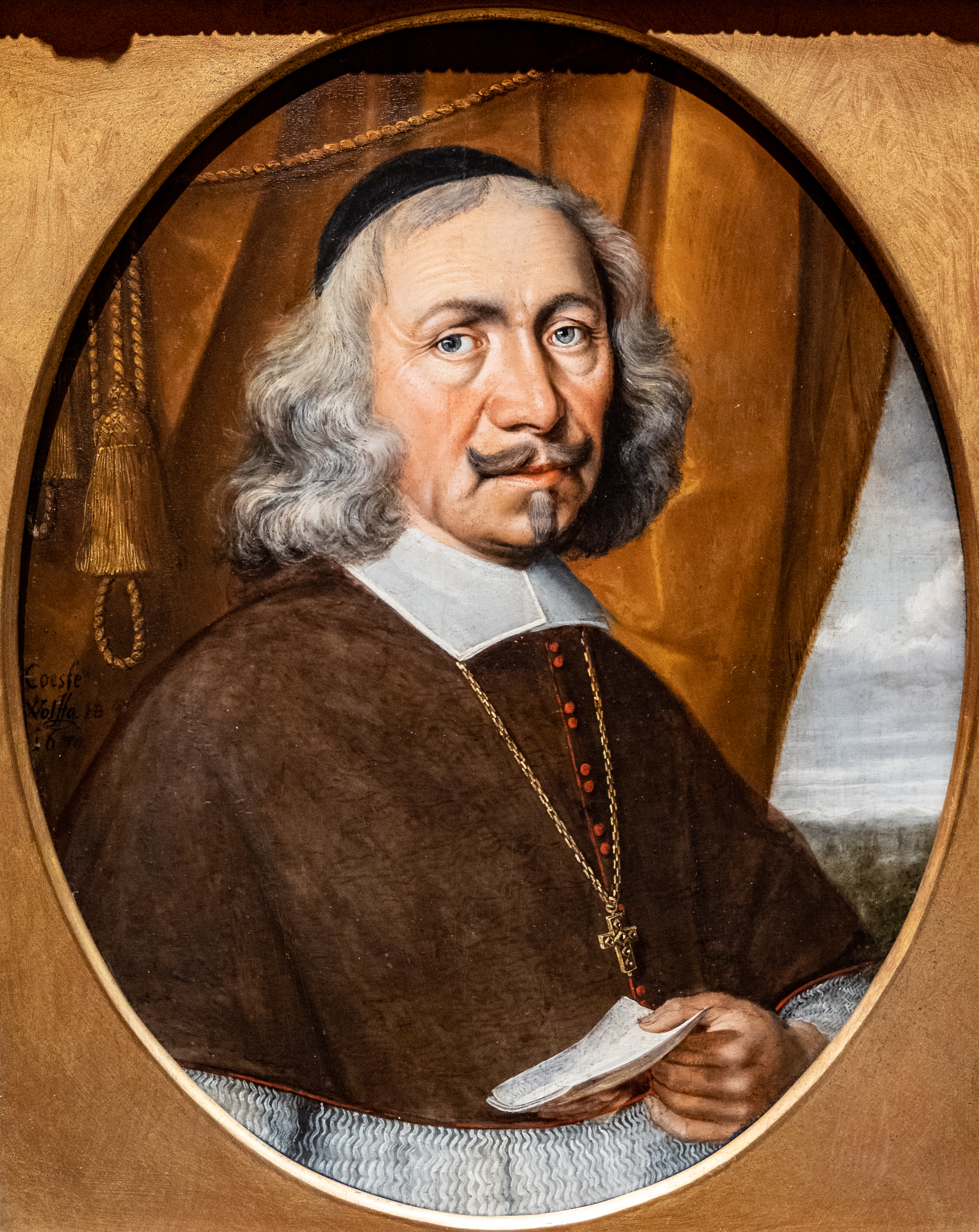
Bernhard von Galen, målning från 1670

Christoph Bernhard von Galen, född 12 oktober 1606 på borgen Bispink i Westfalen, död 19 september 1678 i Ahaus, var en tysk friherre och sedan 1650 furstbiskop av Münster. Han utmärkte sig mer som krigare än som präst.
Från 1655 till 1661 förde han ett segerrikt krig mot staden Münster, som hade rest sig mot honom, samt var 1664 en av "direktorerna" för den mot turkarna uppställda tyska riksarmén och uppträdde själv på krigsskådeplatsen. Han förde 1665-66 och 1672-74, i förening med England, krig mot Holland och ingick 1675 förbund med Danmark och Brandenburg mot Sverige. Under detta fälttåg angrep han de svenska besittningarna Bremen och Verden. Sedan hertigdömenas huvudstad, Stade, erövrats (augusti 1676), slöt von Galen med hertigen av Celle ett formligt delningsfördrag, enligt vilket han skulle få hertigdömet Verden och delar av hertigdömet Bremen. Von Galen deltog i fredsförhandlingarna i Nijmegen, men insjuknade under deras gång och avled kort därefter. Genom fördraget av 29 mars 1679 i Nijmegen återfick Sverige de förlorade områdena.